# ジャック・ベルタン
ジャック・ベルタン（Jacques Bertin、1918年7月27日 - 2010年5月3日）は、フランスの地図学者、理論家で、1967年に発表した著書『Semiologie Graphique』によって知られた。ベルタンの地図学者、地理学者としての経験に基づいたこの記念碑的業績は、はじめて、また、もっとも広汎な意図から、情報可視化の理論的基礎をもたらすこととなった。

## 経歴
1918年、イヴリーヌ県メゾン＝ラフィットに生まれた。10歳のとき、小学校の地図作製で1等賞をとった。描図に長けており、建築や描画教育、地図学などに関心を寄せていた。結局、彼はソルボンヌ大学で、地理学と地図学を学ぶこととなった。 
1954年、高等研究実習院 (EPHE) に地図学研究室を創設し、その代表となり、次いで1957年には教育責任者となった。1967年にはソルボンヌ大学の教授に就任し、1974年にはEPHEから独立することになっていた社会科学高等研究院 (EHESS) の教育責任者、地理学研究室代表となった。1970年代後半には、フランス国立科学研究センター (CNRS) の研究代表となった。
1993年、ドイツ地図学会からメルカトル・メダル (Mercator-Medaille) を贈られ、1999年には国際地図学協会からカール・マナーフェルト金メダル (the Carl Mannerfelt Gold Medal) を贈られた。
2010年5月3日にパリで死去した。

## 主な著作
地図製作法、意味論、画像情報、画像処理などに関わって、多数の学術的な地図、論文、記事を発表している。
- 1967. Sémiologie Graphique. Les diagrammes, les réseaux, les cartes. With Marc Barbut [et al.]. Paris : Gauthier-Villars. (Translation 1983. Semiology of Graphics by William J. Berg.)
- 1969. Etude et réalisation d'un dispositif de goniométrie et d'observation de formes d'onde, en large bande.
- 1976. Experimental and Theoretical Aspects of Induced Polarization. 2 vol. With J. Loes. Berlin : Gebruder. Borntraeger.
- 1977. Graphique et le traitement graphique de l'information. With Serge Bonin [et al.].
  - 日本語訳：ジャック・ベルタン 著（森田喬 訳）図の記号学：視覚言語による情報の処理と伝達、地図情報センター、1982年
- 1977. La graphique et le traitement graphique de l'information. Paris : Flammarion, 1977, 273 p. (translation 1981. Graphics and graphic information-processing by William J. Berg and Paul Scott).
- 1992. Harper atlas of world history. with Pierre Vidal-Naquet. N.Y. : Harper Collins.
- 1997. Atlas historique universel. Panorama de l'histoire du monde. With J. Devisse, D. Lavallée and J. Népote. Genève : Éd. Minerve, 180 p.
- 2006. Nuovo atlante storico Zanichelli / sotto la direzione di Pierre Vidal-Naquet ; direzione della cartografia.